# Eustach Fuchs
Eustach Fuchs (20. září 1864, Prachatice-Perlovice , Rakousko – 24. června 1946, Německo) byl prachatický obchodník německé národnosti a v letech 1912 až 1922 starosta města Prachatic.

## Život
Eustach Fuchs se narodil do sedlácké rodiny; otec byl z Prachatic a matka z Libínského Sedla. Později se rodina usadila v Prachaticích, kde koupila dům. Jejich syn Eustach se vyučil obchodníkem a provozoval živnost v domě Poštovní čp. 114. Oženil se s dcerou majitele Lázní svaté Markéty Franze Kerschbauma Annou. V roce 1912 byl v místních volbách zvolen Fuchs starostou města; do funkce nastoupil po místním podnikateli Wenzlovi Jungbauerovi. Působil rovněž i v německé okresní školní radě. Funkci starosty zastával jak během první světové války, tak i po vyhlášení nezávislého Československa. Po skončení druhé světové války byl i ve vysokém věku nakonec vysídlen. Zemřel v Německu v roce 1946.